# Alphonso Davies
Alphonso Davies (n. 2 noiembrie 2000, Buduburam⁠(d), Regiunea Orientală, Ghana) este un fotbalist canadian și liberian, care joacă pe post de mijlocaș lateral sau fundaș la Bayern în Bundesliga. Pe plan internațional, are prezențe la națională pentru Canada.